# 安西あき
安西 あき（あんざい あき、1985年11月27日 - ）は日本のAV女優。
東京都出身。血液型：O型。身長：163cm、スリーサイズ：B87（D-65） / W58 / H85。趣味：テニス、読書。特技：ピアノ、バスケット。愛称はオルガ姫。

## 略歴
- 2006年1月 - 『First impact』でマックス・エー専属女優としてAVデビュー。
- 2007年2月 - 『セル初×ギリギリモザイク ギリギリモザイク』でエスワンよりセルデビュー。

## 作品

### アダルトビデオ
- First impact（2006年1月、マックス・エー）
- I'm comin'（2006年2月、マックス・エー）
- オルガ姫。（2006年3月、マックス・エー）
- RQキャンペーン（2006年4月、マックス・エー）
- ようこそMax Cafeへ!（2006年5月、マックス・エー）
- 覚醒…寸止め。（2006年6月、マックス・エー）
- 監禁ボディドールX 連鎖（2006年7月、マックス・エー）
- 愛人生活（2006年8月、マックス・エー）
- ワイセツ秘書（2006年9月、マックス・エー）
- セックス◎シンボル（2006年10月、マックス・エー）
- 女教師 プライベートタイム（2006年11月、マックス・エー）
- セル初×ギリギリモザイク ギリギリモザイク（2007年2月7日、エスワン）
- ギリギリモザイク 絶頂100回！イカセまくり潮吹きFUCK（2007年3月19日、エスワン）
- ギリギリモザイク イヤラしい痴女6（2007年4月19日、エスワン）
- ギリギリモザイク 激烈ピストン バコバコ乱交（2007年6月19日、エスワン）
- ヒプノサークル ～忘れられない日々～（2011年8月11日、トラウマアート）共演:野々宮ヒカル
- 美脚パンストオナニー（2011年9月19日、ゑびすさん/妄想族）共演:山城美緒、黒川涼、三谷希
- クロロ レズビアン フォルム（2011年10月5日、トラウマアート）共演:野々宮ヒカル、浜崎せな、高城沙絵